# 鈍感
| ウィキペディアには「鈍感」という見出しの百科事典記事はありません（タイトルに「鈍感」を含むページの一覧/「鈍感」で始まるページの一覧）。 代わりにウィクショナリーのページ「鈍感」が役に立つかもしれません。 |